# Paul Koslo
Manfred Koslowski (né le 27 juin 1944 en Allemagne (lieu à préciser) et mort le 9 janvier 2019 à Lake Hughes en Californie) est un acteur canadien d'origine allemande, connu sous le nom de scène de Paul Koslo.

## Biographie
Sa famille ayant émigré au Canada alors qu'il est enfant, Paul Koslo débute au cinéma dans un court métrage canadien sorti en 1966. Suivent trente-quatre autres films — le dernier à ce jour sorti en 2004 —, majoritairement américains (s'y ajoutent quelques films britanniques ou canadiens, ainsi des coproductions).
Parmi ses films notables, citons Le Survivant de Boris Sagal (1971, avec Charlton Heston et Anthony Zerbe), Le Voyage des damnés de Stuart Rosenberg (1976, avec Faye Dunaway et Oskar Werner), La Porte du paradis de Michael Cimino (1980, avec Kris Kristofferson et Christopher Walken) et Inferno de John G. Avildsen (1999, avec Jean-Claude Van Damme et Pat Morita).
Pour la télévision, Paul Koslo apparaît dans cinquante-six séries à partir de 1971, dont Mission impossible (un épisode, 1972), L'Incroyable Hulk (deux épisodes, 1980-1981) et Rick Hunter (deux épisodes, 1989). La dernière à ce jour est Stargate SG-1, avec un épisode diffusé en 2000.
Il contribue aussi à onze téléfilms entre 1971 et 1996.

## Filmographie partielle

### Cinéma
- 1966 : Little White Crimes de George Kaczender (court métrage)
- 1970 : Les Machines du diable (The Losers) de Jack Starrett : Limpy
- 1971 : Point limite zéro (Vanishing Point) de Richard C. Sarafian : le jeune policier Charlie
- 1971 : Scandalous John de Robert Butler : Pipes
- 1971 : Le Survivant (The Omega Man) de Boris Sagal : Dutch
- 1972 : Joe Kidd de John Sturges : Roy Gannon
- 1973 : Une fille nommée Lolly Madonna (Lolly-Madonna XXX) : Villum Gutshall
- 1973 : Le Flic ricanant (The Laughing Policeman) de Stuart Rosenberg : Duane Haygood
- 1973 : Le Cercle noir (The Stone Killer) de Michael Winner : Langley
- 1974 : Mr. Majestyk de Richard Fleischer : Bobby Kopas
- 1974 : Les Anges gardiens (Freebie and the Bean) de Richard Rush : Whitey
- 1975 : La Toile d'araignée (The Drowning Pool) de Stuart Rosenberg : Candy
- 1975 : Une bible et un fusil (Rooster Cogburn) de Stuart Millar : Luke
- 1976 : Le Voyage des damnés (Voyage of the Damned) de Stuart Rosenberg : Aaron Pozner
- 1978 : Demain, la fin (Tomorrow Never Comes) de Peter Collinson : Willy
- 1979 : Avec les compliments de Charlie (Love and Bullets) de Stuart Rosenberg : Huntz
- 1980 : La Porte du paradis (Heaven's Gate) de Michael Cimino : le maire Charlie Lezak
- 1985 : Les Insoumis (The Annihilators) de Charles E. Sellier Jr. : Roy Boy Jagger
- 1988 : Jimmy Reardon de William Richert : Al Reardon
- 1990 : Xtro 2 Activité extra-terrestres (Xtro 2: The Second Encounter) d'Harry Bromley Davenport : Dr Alex Summerfield
- 1990 : Solar Crisis d'Alan Smithee : Haas
- 1990 : Loose Cannons de Bob Clark : Grimmer
- 1992 : Shadowchaser de John Eyres : Trevanian
- 1993 : Chained Heat : enchaînées (Chained Heat II) de Lloyd A. Simandl : Franklin Goff
- 1999 : Inferno de John G. Avildsen : Ives
- 2004 : Y.M.I. de Marek Probosz

### Télévision
Séries
- 1972 : Mission impossible (Mission: Impossible), première série
  - Saison 6, épisode 20 Le Piège (Double Dead) : Ollie Shanks
- 1972 : L'Homme de fer (Ironside)
  - Saison 5, épisode 21 Quatuor infernal (His Fiddlers Three) d'Alf Kjellin : Donald Flood
- 1974 : Cannon
  - Saison 4, épisode 8 Affaire de famille (A Killing in the Family) de George McCowan : Ace
- 1974 : Gunsmoke
  - Saison 20, épisode 10 In Performance of Duty : Cory
- 1975 : Petrocelli
  - Saison 2, épisode 2 Mark of Cain de Leonard Katzman : Morgan
- 1975 : Sergent Anderson (Police Woman)
  - Saison 2, épisode 2 The Score : Johnny « Sticker » Hughes
- 1975 : Switch
  - Saison 1, épisode 6 L'Homme qui ne pouvait pas perdre (The Man Who Couldn't Lose) : Roy Moss
- 1976 : Police Story
  - Saison 4, épisode 3 Two Frogs on a Mongoose : Sleepy
- 1976-1979 : 200 dollars plus les frais (The Rockford Files)
  - Saison 3, épisode 3 Vie de famille (The Family Hour, 1976) : Dittson
  - Saison 5, épisode 17 Le Retour du Black Shadow (The Return of the Black Shadow, 1979) : « Whispering Willie » Green
- 1976-1979 : Hawaï police d'État (Hawaii Five-0)
  - Saison 9, épisode 8 Face, c'est la mort (Heads, You're Dead, 1976) de Bruce Bilson : Charlie Turner
  - Saison 12, épisode 8 Sers-toi de ton arme (Use a Gun, Go to Hell, 1979) : Rolly
- 1977 : Barnaby Jones
  - Saison 5, épisode 19 Anatomy of Fear de Walter Grauman : Tony Slayton
- 1978 : Dallas, première série
  - Saison 2, épisode 13 L'Enlèvement (Kidnapped) de Lawrence Dobkin : Al Parker
- 1979 : La Conquête de l'Ouest (How the West Was Won)
  - Saison unique, épisode 16 L'Ennemi (The Enemy) : Jobe
- 1979 : Chips (CHiPs)
  - Saison 2, épisode 22 Sur le tourbillon (Ride the Whirlwind) de Larry Wilcox : Verne
- 1980 : Buck Rogers au XXVe siècle (Buck Rogers in the 25th Century)
  - Saison 1, épisode 18 Jennifer (A Dream of Jennifer) : Commandant Reeve
- 1980 : Galactica 1980
  - Saison unique, épisode 6 Baseball (Spaceball) : Billy Eheres
- 1980-1981 : L'Incroyable Hulk (The Incredible Hulk)
  - Saison 3, épisode 15 Les Motards (Long Run Home, 1980) : Carl Rivers
  - Saison 5, épisode 3 Le Vétéran (Veteran, 1981) : Doug Hewitt
- 1981 : Pour l'amour du risque (Hart to Hart)
  - Saison 2, épisode 12 Le Taureau par les cornes (Murder in the Saddle) d'Earl Bellamy : Val Rankin
- 1981 : Quincy (Quincy, M.E.)
  - Saison 6, épisode 18 Vigil of Fear : John Doe Killer
- 1981 : L'Homme à l'orchidée (Nero Wolfe)
  - Saison unique, épisode 14 Douce vengeance (Sweet Revenge) de George McCowan : Daniel Masters
- 1981 : Ralph Super-héros (The Greatest American Hero)
  - Saison 2, épisode 4 Hog Wild d'Ivan Dixon : Bad B
- 1983-1985 : Agence tous risques (The A-Team)
  - Saison 1, épisode 4 Les Gladiateurs (Pros and Cons, 1983) de Ron Satlof : Shérif-adjoint Sneed
  - Saison 3, épisode 22 Chasseurs de primes (Bounty, 1985) de Michael O'Herlihy : Tanen
- 1984 : Matt Houston
  - Saison 2, épisode 15 Houston Is Dead : Andrew
- 1984 : Tonnerre de feu (Blue Thunder)
  - Saison unique, épisode 9 The Long Flight : Johnny Irons
- 1984 : K 2000 (Knight Rider)
  - Saison 3, épisode 3 Les Voleurs de diamants (The Ice Bandits) : Lyle Austin
- 1984 : Shérif, fais-moi peur (The Dukes of Hazzard)
  - Saison 7, épisode 8 Papy Duke faisait de la résistance (Go West Young Dukes) de Don McDougall : Jesse James
- 1984 : Hooker (T. J. Hooker)
  - Saison 4, épisode 9 L'Argent risqué (The Confession) : Pyro
- 1985 : Le Voyageur (The Hitchhiker)
  - Saison 2, épisode 5 Menus larcins (Petty Thieves) de Christopher Leitch : Rico
- 1986 : Les Routes du paradis (Highway to Heaven)
  - Saison 2, épisode 21 La Torche (The Torch) de Michael Landon : Jan Baldt
- 1986 : MacGyver
  - Saison 1, épisode 21 Affaire de conscience (A Prisoner of Conscience) de Cliff Bole : Dr Suvarin
- 1988 : Falcon Crest
  - Saison 7, épisode 19 Wheels Within Wheels de George Kaczender et épisode 21 False Faces : George Westcott
- 1989 : Rick Hunter
  - Saison 6, épisodes 5 et 6 La Légion de la haine, 1re et 2e parties (The Legion, Parts I & II) de Corey Allen : Bass
- 1990 : Corky, un adolescent pas comme les autres (Life Goes On)
  - Saison 1, épisode 18 Un amour de cochon (Pig o' My Heart) : Jack, le fermier
  - Saison 2, épisode 5 La Salle des banquets (The Banquet Room) d'E. W. Swackhamer : Jack, le fermier
- 1990 : Flash
  - Saison unique, épisode 3 Rien ne va plus (Sins of the Father) : Johnny Ray Hix
- 1998 : Walker, Texas Ranger
  - Saison 7, épisode 8 Une seconde chance (Second Chance) : Matthew Leach
- 2000 : Stargate SG-1
  - Saison 4, épisode 14 Le Venin du serpent (The Serpent's Venom) de Martin Wood : Terok

Téléfilms
- 1971 : The Birdmen (en) de Philip Leacock : Davies
- 1972 : Les Filles de Joshua Cabe (The Daughters of Joshua Cabe) de Philip Leacock : Deke Wetherall
- 1979 : Le Clan des Sackett (The Sacketts) de Robert Totten : Kid Newton
- 1981 : Inmates: A Love Story de Guy Green : Virgil
- 1983 : Kenny Rogers as The Gambler: The Adventure Continues de Dick Lowry : Holt
- 1984 : The Glitter Dome de Stuart Margolin : Griswold Veals